# Peter Maffay
Peter Maffay, född 30 augusti 1949 i Brașov (ty. Kronstadt), Rumänien, är en tysk sångare. Maffays familj tillhörde den tyska minoriteten i Transsylvanien, innan de 1963 emigrerade till Västtyskland.
Han tilldelades Frankfurter Musikpreis tillsammans med sitt band 2020.

## Diskografi
- 1970: Für das Mädchen, das ich liebe (CD / LP)
- 1971: Du bist wie ein Lied (CD / LP)
- 1972: Omen (CD / 2LP)
- 1974: Samstagabend in unserer Straße (CD / LP)
- 1975: Meine Freiheit (CD / LP)
- 1976: Und es war Sommer (CD / LP)
- 1977: Tame & Maffay (CD / LP)
- 1977: Dein Gesicht (CD / LP)
- 1978: Live (CD / LP)
- 1979: Steppenwolf (CD / LP)
- 1979: Tame & Maffay 2 (CD / LP)
- 1980: Revanche (CD /LP)
- 1982: Ich will Leben (CD / LP)
- 1982: Live '82 (CD / LP / VHS)
- 1983: Tabaluga und die Reise zur Vernunft (CD / LP)
- 1984: Carambolage (CD / LP)
- 1984: Deutschland '84 (DVD / VHS)
- 1985: Sonne in der Nacht (CD / LP / DVD / VHS)
- 1986: Tabaluga und das leuchtende Schweigen (CD / LP)
- 1987: Live '87 (DVD / VHS)
- 1988: Lange Schatten (2CD / 2LP)
- 1988: Lange Schatten Tour '88 (CD / LP / VHS)
- 1989: Kein Weg zu Weit (CD / LP / DVD / VHS)
- 1989: Die Story 2 (CD)
- 1990: Leipzig (CD / LP / VHS)
- 1991: 38317 (CD / LP)
- 1991: 38317 - Das Clubconcert (DVD / VHS)
- 1992: Freunde und Propheten (CD)
- 1993: Der Weg 1979 - 93 (CD / VHS)
- 1993: Tabaluga und Lilli (CD)
- 1994: Tabaluga und Lilli Live
- 1996: Sechsundneunzig (CD) (Ninety-Six)
- 1996: Sechsundneunzig - Das Clubconcert (DVD / VHS)
- 1997: 96 Live (2CD / DVD / VHS)
- 1998: Begegnungen (CD / DVD / VHS)
- 1999: Begegnungen Live (2CD)
- 2000: X (CD)
- 2001: Heute vor dreissig Jahren (CD)
- 2001: Heute vor dreissig Jahren - Live (DVD)
- 2002: Tabaluga und das verschenkte Glück (CD)
- 2004: Tabaluga und das verschenkte Glück - Live (DVD)
- 2005: Laut und Leise (2CD / 2DualDisc)
- 2006: Begegnungen, eine Allianz für Kinder (CD/DVD)